# James Bennett Hance
Sir James Bennett Hance, britanski general, * 21. april 1887, † 5. september 1958.